# La tauromaquia
La Tauromachie
Pour les articles homonymes, voir La Tauromachie.

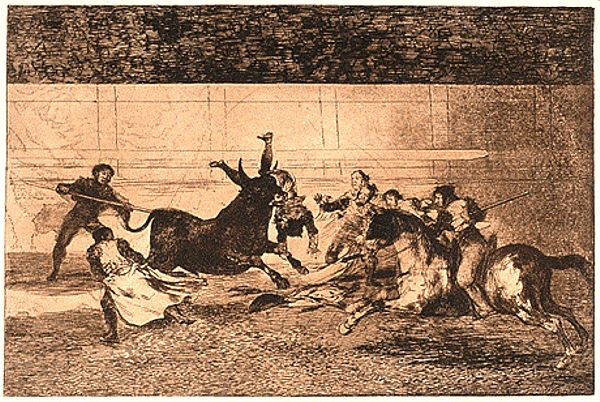
Mort de Pepe-Hillo (La desgraciada muerte de Pepe Illo en la plaza de Madrid.), gravure de La Tauromaquia de Goya.

La tauromaquia (en français : La Tauromachie) de Francisco de Goya est une série de trente-trois gravures exécutées à l'eau-forte entre 1815 et 1816, qui retracent toutes les étapes des courses de taureaux (corrida). Cette œuvre fait suite au manuel publié par le torero Pepe Hillo en 1796, qui résumait l'évolution de l'art de toréer en Espagne. Un projet que Goya avait lui-même en tête depuis 1777, mais qu'il ne mit en œuvre que très lentement.
Commencée en Espagne, peut-être à l'époque la plus turbulente et la moins connue de la vie de l'artiste, poursuivie au moment de l'invasion de l'Espagne par l'armée française, elle sera terminée en France où Goya, lassé par la guerre civile, les invasions, et les changements de régime, quitte son pays à l'âge de 78 ans pour se réfugier en France à Bordeaux.

## Goya et la tauromachie

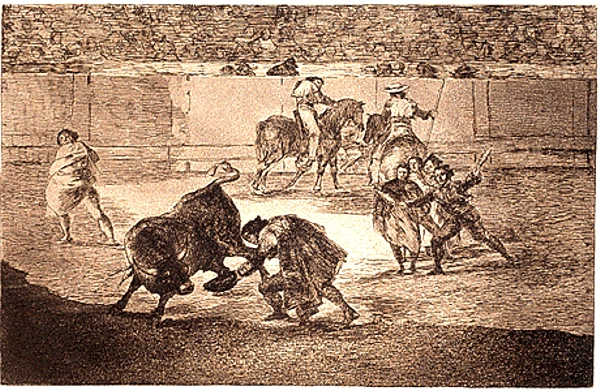
Pepe-Hillo saluant le taureau (Pepe Illo haciendo el recorte al toro.), gravure de La Tauromaquia de Goya.

Grand amateur de tauromachie, Goya déclarait en 1771 à son ami le poète Moratín : « Dans mon temps, j'ai su toréer, et je ne crains personne avec une épée à la main ». Il s'est d'ailleurs lui-même peint en torero dans le tableau : La Novillada (1779-80). La réalisation des trente-trois gravures consacrées à la tauromachie s'est étalée sur plusieurs années. Vers 1777, Goya voulait montrer l'histoire et l'évolution de la corrida, inspiré en cela par la Charte sur l'origine et l'évolution des courses de taureaux en Espagne de son ami Moratín.
Ce n'est qu'après la parution du livre de Pepe Hillo qu'il a développé ce qui n'était au départ qu'un projet ébauché de quelques gravures. Outre les trente-trois gravures de l'ouvrage final, 11 autres devaient s'y ajouter, mais Goya les a écartées, les jugeant défectueuses.
En 1815, Goya a presque soixante dix ans, mais il a gardé l'esprit combatif de sacripant. C'est ainsi qu'il se nommait lui-même lorsqu'il faisait des frasques avec son ami Martín Zapater dans sa jeunesse. Il le prouve en consacrant cette véritable saga à l'art national de la tauromachie.

## La Tauromaquia vue par la critique française auXIXesiècle

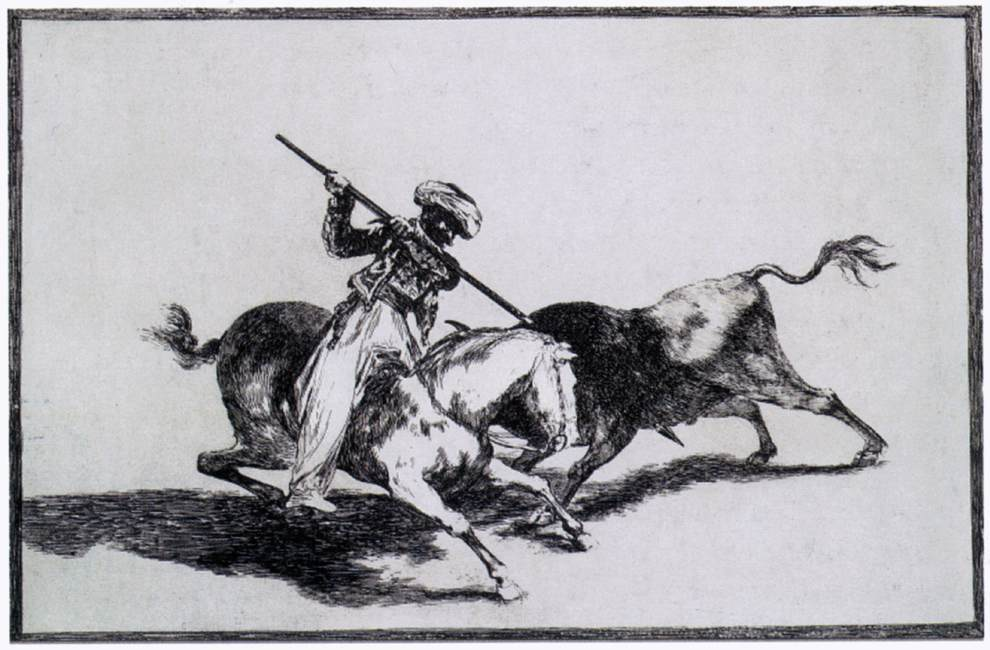
Le Maure Gazul dans la première corrida avec lance (El animoso moro Gazul es el primero que lanceó toros en regla.), gravure de La Tauromaquia de Goya.

Théophile Gautier, dans son livre Voyage en Espagne, paru d'abord en 1840 sous le titre Tra los Montes, publié de nouveau sous le titre français en 1843, en fait l'éloge : 

« Goya était un aficionado consommé, et il passait une grande partie de son temps avec les toreros. Aussi était-il l'homme le plus compétent du monde pour traiter à fond la matière. Quoique les attitudes, les poses, les défenses et les attaques (...) soient d'une exactitude irréprochable, Goya a répandu sur ces scènes des ombres mystérieuses et des couleurs fantastiques. (...) Un trait égratigné, une tache noire, une raie blanche, voilà le personnage qui vit, qui se meut, et dont la physionomie se grave pour toujours dans la mémoire. Les taureaux et les chevaux, bien que parfois d'une forme un peu fabuleuse, ont une vie et un jet qui manquent bien souvent aux bêtes des animaliers de profession : les exploits de Gazul, du Cid, de Charles Quint, de Romero, de l'étudiant de Falces, de Pepe Illo qui périt misérablement dans l'arène, sont retracés avec une fidélité tout espagnole. »

D'autres écrivains-voyageurs partagent l'admiration de Gautier pour la tauromachie. Enthousiasme  réel pour les uns : « Quand nous pénétrâmes dans l’intérieur de la plaza de toros de Valence, nous fûmes éblouis par un de ces spectacles qu’on n’oublie jamais, ne les ait-on vus qu’une fois », admiration « horrifiée » pour d'autres : « Notre premier mouvement en entrant dans ce cercle de flamme, fut de nous rejeter épouvantés, en
arrière. Jamais nous n’avons vu, avec de pareils cris, s’agiter tant de parasols, tant d’ombrelles, tant de mouchoirs » Alexandre Dumas, ou simple nécessité de se mettre à la mode pour d'autres  : « Ma conscience de voyageur me faisait un devoir d’assister au moins à cet odieux spectacle Eugène Rosseeuw Saint-Hilaire  la Revue de Paris, 1837 ».
Cependant bien peu d'entre eux ont prêté attention aux gravures de Goya sur la tauromachie. Il faut attendre une relecture des critiques du XXe siècle et surtout les deux ouvrages de Pablo Picasso directement inspirés de ces œuvres et qui portent sous deux titres différents le même nom : « Toros y toreros », et « La Tauromaquia »

## Tauromachie et révolution

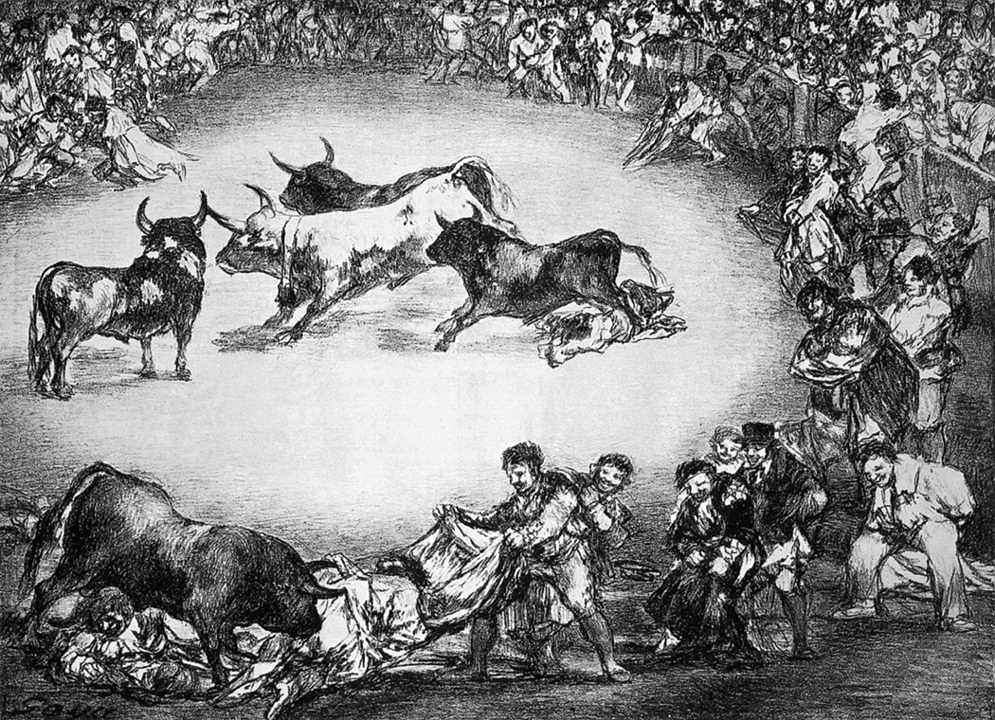
Lithographie Divertissement Espagnol de la série Les Taureaux de Bordeaux exécutée « par un vieillard de quatre vingts ans, sourd depuis longtemps et presqu'aveugle » Goya à Bordeaux (1824-1825)

Corry Cropper voit dans les gravures de Goya une allégorie de la révolte du peuple espagnol contre l'oppresseur français et contre le régime monarchique espagnol.
Dans l'admiration que manifestent Théophile Gautier pour Goya  et la corrida dans Tra los Montes, 1840, ou Prosper Mérimée pour les courses de taureaux : Les Courses de taureaux, 1830, publié dans La Revue de Paris, et Notes de voyages, 1835-1840, plusieurs critiques contemporains voient un éloge de la révolte des espagnols contre l'oppresseur français. Cropper fait un parallèle entre la révolte populaire des espagnols pour leur indépendance et l'établissement des règles de la corrida à la fin du XVIIIe siècle. Ces règles correspondraient à une prise de pouvoir par le peuple espagnol, la tauromachie étant un art essentiellement populaire. À l'appui de son analyse, il cite François Zumbhiel la Tauromachie, art et littérature. Cropper évoque aussi la ressemblance entre les soldats français et le taureau qui charge :
« Une lecture attentive des gravures de  « La Tauromaquia » permet de déceler un rapport direct  entre ces gravures et celles  des « Désastres de la guerre » ", plus ouvertement politiques. C'est une allégorie visuelle où les soldats français ont un rôle similaire à celui des taureaux de la Tauromaquia. Ils arrivent tête baissée, fonçant, pointant les baïonnettes de leur fusil comme les cornes des taureaux. Face à eux, les révolutionnaires, comme le torero, brandissent leur pique pour contrer l'attaque. Les toreros, eux aussi sont représentés par Goya au moment où ils sont tués, exemple :  « Mort de Pepe Illo » ».
Pierre Gassier confirme l'hypothèse d'une volonté allégorique dans la série La Tauromaquia, en partant moins de la révolution espagnole que de la nature révoltée de Goya et de sa jeunesse de « sacripant »
Ainsi la Tauromaquia de Goya n'est-elle pas seulement une œuvre d'art, mais encore une forme de manifeste dont les motivations révolutionnaires seront plus clairement lisibles dans les séries de gravures suivantes comme les Disparates (1816-1823) ou Les Désastres de la Guerre (1810-1820), qu'il termine lors de son exil en France, à Bordeaux.
Dans les dernières lithographies des combats de taureaux qu'il exécute peu avant sa mort, Théophile Gautier reconnaît « la vigueur et le mouvement des Caprichos et de la Tauromaquia » pourtant réalisés par un vieillard de quatre-vingts ans, sourd depuis longtemps et presque aveugle.

## Postérité de la Tauromaquia

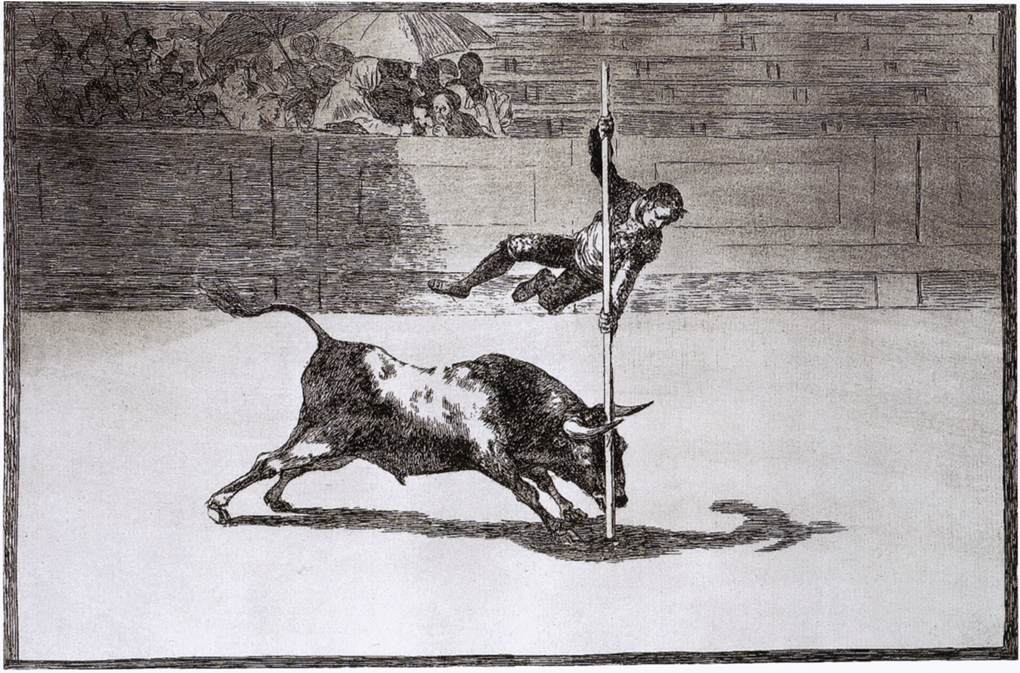
Légèreté et hardiesse de Juanito Apiñani (Ligereza y atrevimiento de Juanito Apiñani en la de Madrid.) de Goya, dont Picasso s'inspire pour la planche Salto con la garrocha

Eliseo Trenc, dans son étude sur la relecture de Goya par les artistes du XXe siècle souligne d'abord ce qui différencie la Tauromaquia de Francisco de Goya des autres gravures tauromachique de son époque. L'œuvre de Goya n'est pas aimable, et plutôt que de traduire l'aspect festif de la corrida, il en souligne la tension dramatique, donnant la priorité à la force, à la violence, à la souffrance comme celle du cheval gisant éventré.
Un siècle plus tard Picasso exécutera lui aussi le Cheval éventré (1917). La mort est le sujet central de la Tauromaquia de Goya, la gravure la plus connue porte d'ailleurs ce titre : Mort de Pepe Illo. Pour sa Tauromaquia (1959), Picasso s'inspirera directement de la planche de Goya intitulée « Légèreté et hardiesse de Juanito Apiñani en la de Madrid » pour exécuter la gravure avec picador : « Salto con la garrocha » (saut avec la pique),. Bien que le maître contemporain se soit défendu de son influence parce que les critiques d'art le surnommaient « le petit goya. »
La Tauromaquia a servi de base d'étude à de nombreux artistes sur le thème de la tauromachie, de la corrida et du taureau. Entre autres, l'andalou José Caballero (Huelva 1916 – Madrid 1991), ami de Garcia Lorca, a tiré son inspiration de la planche no 30 de la Tauromaquia « Pedro Romero matando a toro parado » (Pedro Romero tuant un taureau hésitant) pour son recueil « La suerte o la muerte » (édition Hispanica de Bibliòfilia, Madrid, (1987).
Une importante collection des gravures de Goya est conservée au musée Goya de Castres.
Le Château-Musée de Nemours conserve deux estampes de la série : Les maures font des passes de cape dans l'arène avec les burnous et Une reine du cirque.

## Liste des trente-trois planches
Les planches de la première édition comportaient une page à part contenant les titres des œuvres ; le titre original de la série ne comporte d'ailleurs pas le terme Tauromaquia : Treinta y tres estampas que representan diferentes suertes y actitudes del arte de lidiar los Toros, inventadas y grabadas al agua fuerte en Madrid por Don Francisco de Goya y Lucientes:
- no 1 : Modo con que los antiguos españoles cazaban los toros a caballo en el campo.
- no 2 : Otro modo de cazar a pié.
- no 3 : Los moros establecidos en España, prescindiendo de las supersticiones de su Alcorán, adoptaron esta caza y arte, y lancean un toro en el campo.
- no 4 : Capean otro encerrado.
- no 5 : El animoso moro Gazul es el primero que lanceó toros en regla.
- no 6 : Los moros hacen otro capeo en plaza con su Albornoz.
- no 7 : Origen de los arpones ó banderillas.
- no 8 : Cogida de un moro estando en la plaza.
- no 9 : Un Caballero español mata un toro despues de haber perdido el caballo.
- no 10 : Carlos V. lanceando un toro en la plaza de Valladolid.
- no 11 : El Cid Campeador lanceando otro toro.
- no 12 : Desjarrete de la canalla con lanzas, medias-lunas, banderillas y otras armas.
- no 13 : Un Caballero español en plaza quebrando rejoncillos sin auxilio de los chulos.
- no 14 : El diestrísimo estudiante de Falces, embozado burla al toro con sus quiebros.
- no 15 : El famoso Martincho poniendo banderillas al quiebro.
- no 16 : El mismo vuelca un toro en la plaza de Madrid.
- no 17 : Palenque de los moros hecho con burros para defenderse del toro embolado.
- no 18 : Temeridad de Martincho en la plaza de Zaragoza.
- no 19 : Otra locura suya en la misma plaza.
- no 20 : Ligereza y atrevimiento de Juanito Apiñani en la de Madrid.
- no 21 : Desgracias acaecidas en el tendido de la plaza de Madrid, y muerte del alcalde de Torrejon.
- no 22 : Valor varonil de la célebre Pajuelera en la de Zaragoza.
- no 23 : Mariano Ceballos, alias el Indio, mata el toro desde su caballo.
- no 24 : El mismo Ceballos montado sobre otro toro quiebra rejones en la plaza de Madrid.
- no 25 : Echan perros al toro.
- no 26 : Caida de un picador de su caballo debjao del toro.
- no 27 : El célebre Fernando del Toro, barilarguero, obligando a la fiera con su garrocha.
- no 28 : El esforzado Rendon picando un toro, de cuya suerte murió en la plaza de Madrid.
- no 29 : Pepe Illo haciendo el recorte al toro.
- no 30 : Pedro Romero matando a toro parado.
- no 31 : Banderillas de fuego.
- no 32 : Dos grupos de picadores arrollados de seguida por un solo toro.
- no 33 : La desgraciada muerte de Pepe Illo en la plaza de Madrid.